# 明日への地図を探して
『明日への地図を探して』（原題:The Map of Tiny Perfect Things）は2021年に配信されたアメリカ合衆国のSF映画である。監督はイアン・サミュエルズ、主演はキャスリン・ニュートンとカイル・アレンが務めた。本作はレヴ・グロスマンの短編小説『The Map of Tiny Perfect Things』を原作としている。

## 概略
マークはタイムループにハマってしまい、同じ1日を何回も繰り返していた。マークはループからの脱出方法を探る一方で、ループの中でしか味わえない自由を謳歌していた。そんなある日、マークは同じくループに囚われた女性、マーガレットと出会った。2人は一緒に時間を過ごす中で惹かれ合うようになったが、マークには1つ気がかりなことがあった。夜になるとマーガレットにメールが届き、そのメールを見た途端、彼女はどこかに行ってしまうのである。「その日に何が起こるのかを把握しているはずなのに、マーガレットは何故同じ内容のメールに突き動かされるのか」。この謎の答えに辿り着いたとき、マークは何故自分がループに囚われたのかを知るのだった。

## キャスト
※括弧内は日本語吹替。
- マーガレット：キャスリン・ニュートン（ファイルーズあい）
- マーク：カイル・アレン（阿座上洋平）
- ヘンリー：ジャーメイン・ハリス（林勇）
- フィービー：アンナ・ミカミ
- ダニエル：ジョシュ・ハミルトン（岸祐二）
- エマ：クレオ・フレイザー（竹内恵美子）
- グレタ：ジョージャ・フォックス
- ミスター・ペッパー：アル・マドリガル（野坂尚也）

## 製作
2019年9月26日、イアン・サミュエルズ監督の起用が発表された。2020年2月13日、キャスリン・ニュートンとカイル・アレンがキャスト入りした。同月、本作の主要撮影がアラバマ州フェアホープで始まった。

## 配信・マーケティング
2020年2月13日、アマゾン・スタジオズが本作の全世界配信権を獲得したとの報道があった。2021年1月15日、本作の劇中映像が初めて公開された。28日、本作のオフィシャル・トレイラーが公開された。

## 評価
本作は批評家から好意的に評価されている。映画批評集積サイトのRotten Tomatoesには68件のレビューがあり、批評家支持率は77%、平均点は10点満点で6.4点となっている。サイト側による批評家の見解の要約は「タイムループを通して展開されるストーリーはどこかぎこちなく、既視感を覚えるものである。しかし、観客の心に響くだけの魅力と好印象な主演2人のお陰で、『明日への地図を探して』は鑑賞する価値のある作品に仕上がっている。」となっている。また、Metacriticには16件のレビューがあり、加重平均値は61/100となっている。